# Xã Woolstock, Quận Wright, Iowa
Xã Woolstock (tiếng Anh: Woolstock Township) là một xã thuộc quận Wright, tiểu bang Iowa, Hoa Kỳ. Năm 2010, dân số của xã này là 321 người.